# MFK Nováky
Mestský futbalový klub Nováky (w skrócie MFK Nováky) – słowacki klub piłkarski, grający w niegdyś w drugiej lidze słowackiej, mający siedzibę w mieście Nováky.

## Historia
Klub został założony w 1937 roku. Za czasów istnienia Czechosłowacji największym sukcesem klubu był awans do czwartej ligi. Z kolei po rozpadzie Czechosłowacji od 1993 roku do 1996 grał w trzeciej lidze słowackiej. W sezonie 1995/1996 awansował do drugiej lidze słowackiej. Spadł z niej w sezonie 2002/2003. W 2015 roku klub został rozwiązany.

## Historyczne nazwy
- 1937 – Vojenská XI
- 1938 – ŠK Nováky (Športový klub Nováky)
- 1949 – TJ Sokol Chemozávod Nováky (Telovýchovná jednota Sokol Chemozávod Nováky)
- 1959 – TJ Iskra Nováky (Telovýchovná jednota Iskra Nováky)
- 1967 – TJ CHZWP Nováky (Telovýchovná jednota Chemické závody Wilhelma Piecka Nováky)
- 1989 – TJ NCHZ Nováky (Telovýchovná jednota Novácke chemické závody Nováky)
- 1992 – FK NCHZ - DAK Nováky (Futbalový klub Novácke chemické závody - DAK Nováky)
- 1995 – FK NCHZ Nováky (Futbalový klub Novácke chemické závody Nováky)
- 2003 – MFK Topvar HN Topoľčany (Mestský futbalový klub Topvar Horná Nitra Topoľčany)
- 2004 – FK Nováky (Futbalový klub Nováky)
- 2006 – MFK Nováky (Mestský futbalový klub Nováky)
- 2015 – rozwiązanie